# Orhem
Orhem est un quartier du district de Skarpnäck à Stockholm en Suède.

## Description
Orhem est un quartier de Söderort. 
Le quartier est limitrophe des quartiers de Flaten, Skarpnäcks gård et Sköndal. 
La zone est située sur la rive nord du lac Drevviken et est constituée en grande partie d'espaces natutels qui font désormais partie de la réserve naturelle de Flaten (sv).

## Jardins familiaux
Le quartier compte plusieurs jardins familiaux, qui ont partiellement remplacé les anciens jardins familiaux de Kärrtorp et de Svedmyra.
- Orhems koloniträdgårdsförening compte 146 lots, le lotissement a été aménagé en 1949-1950.
- Odlarens koloniområde a été créée en 1952 et compte 114 lots qui s'étendent le long du côté sud d'Orhemsvägen.
- Listuddens koloniträdgårdsområde, avec ses 317 lots, est le plus grand et est situé le long du côté nord d'Orhemsvägen. Il a été construit en 1944 et porte le nom de la ferme Listudden.
- Ekens koloniområde est la plus petite, elle a été créée en 1953 et compte 78 lots

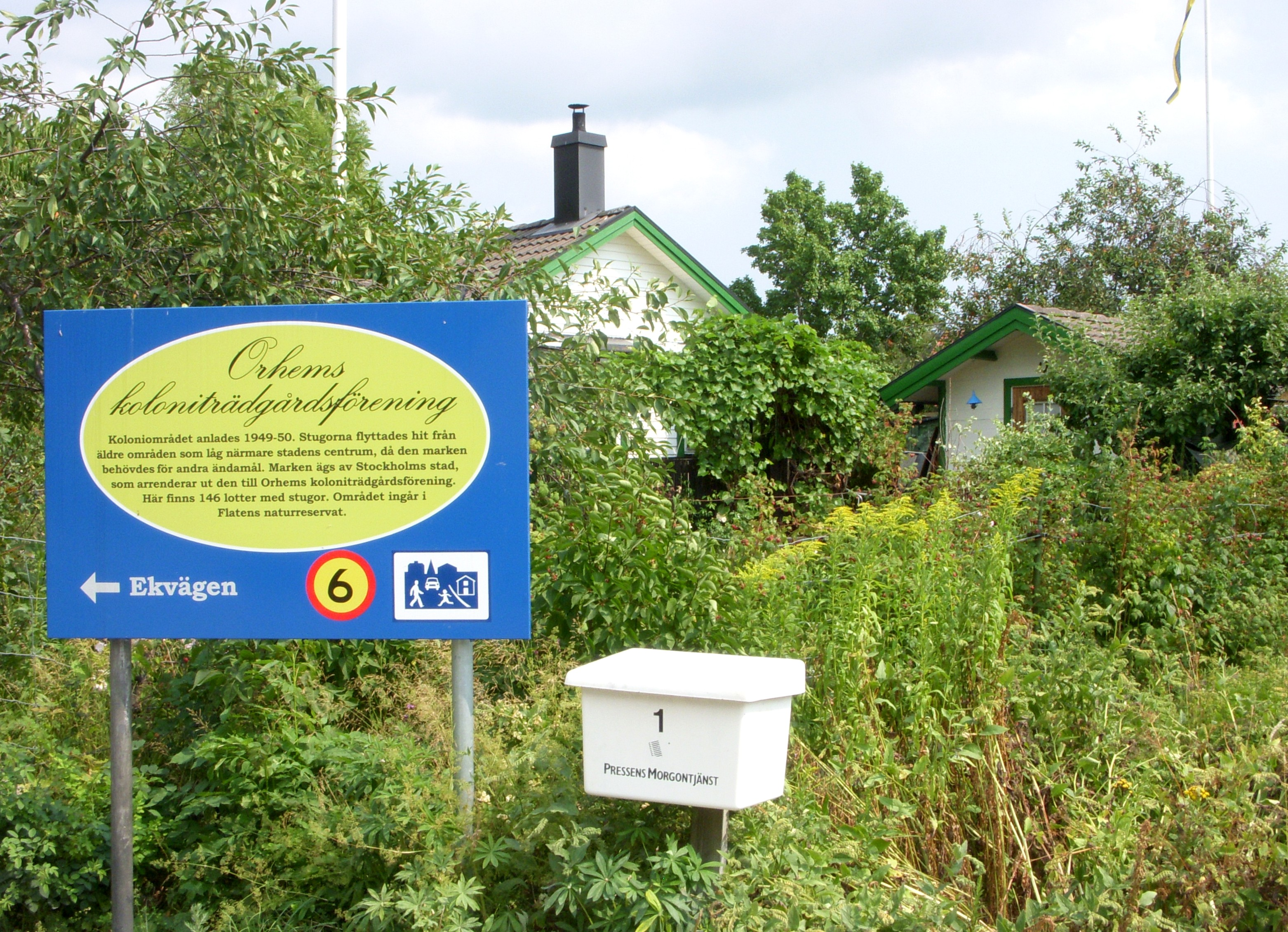
Orhems koloniträdgårdsförening.
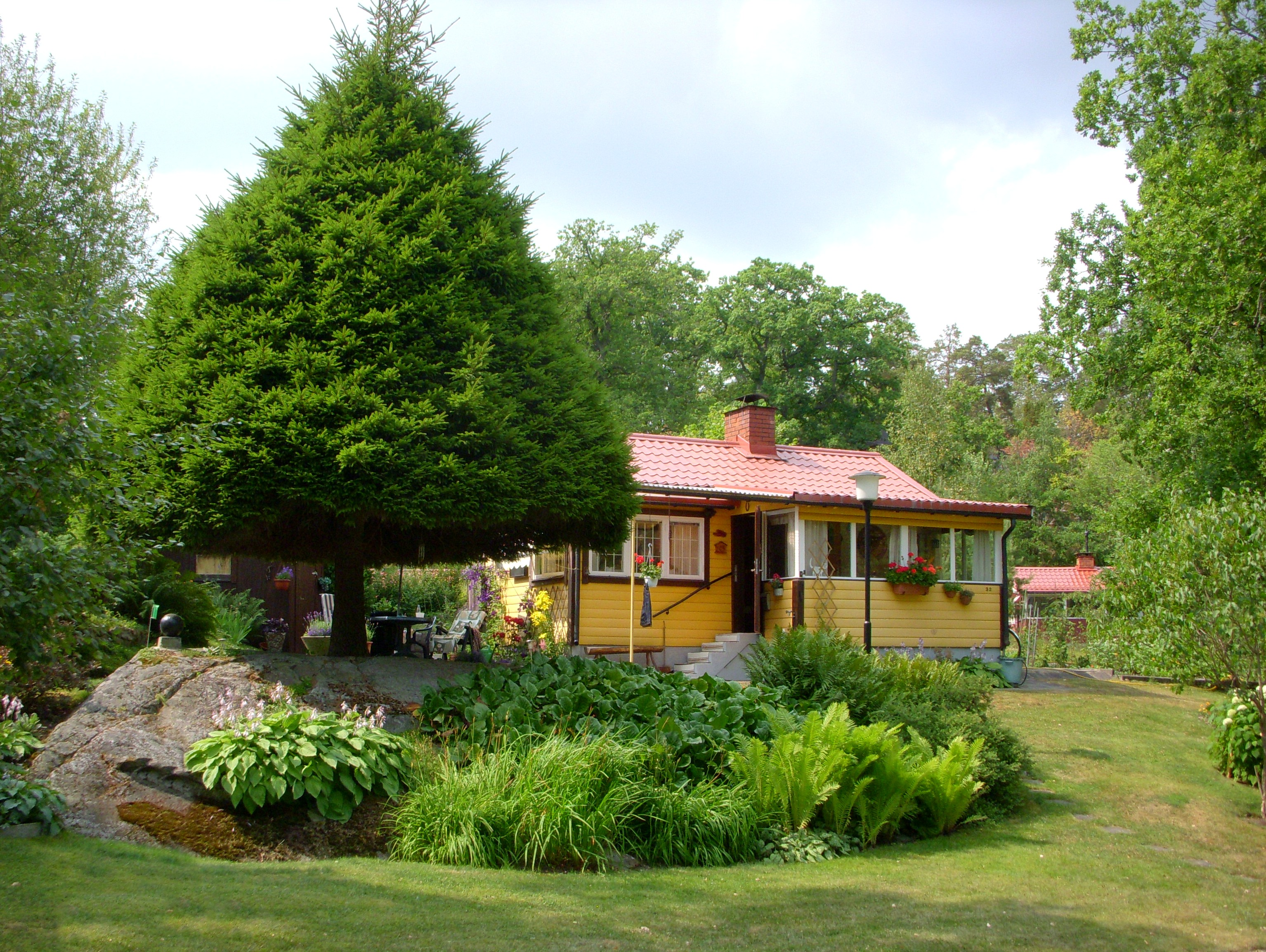
Odlarens koloniområde.
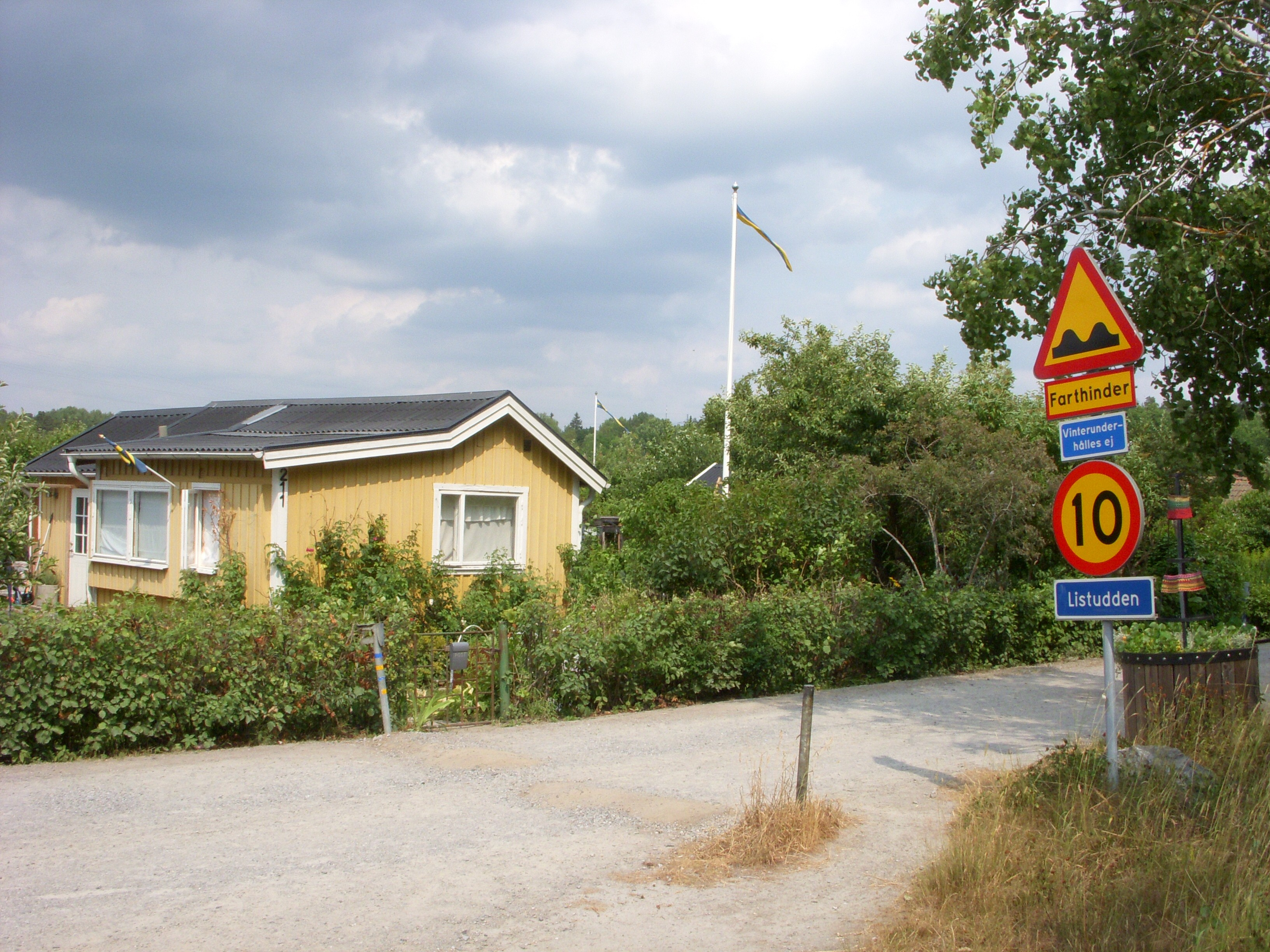
Listuddens koloniträdgårdsområde.
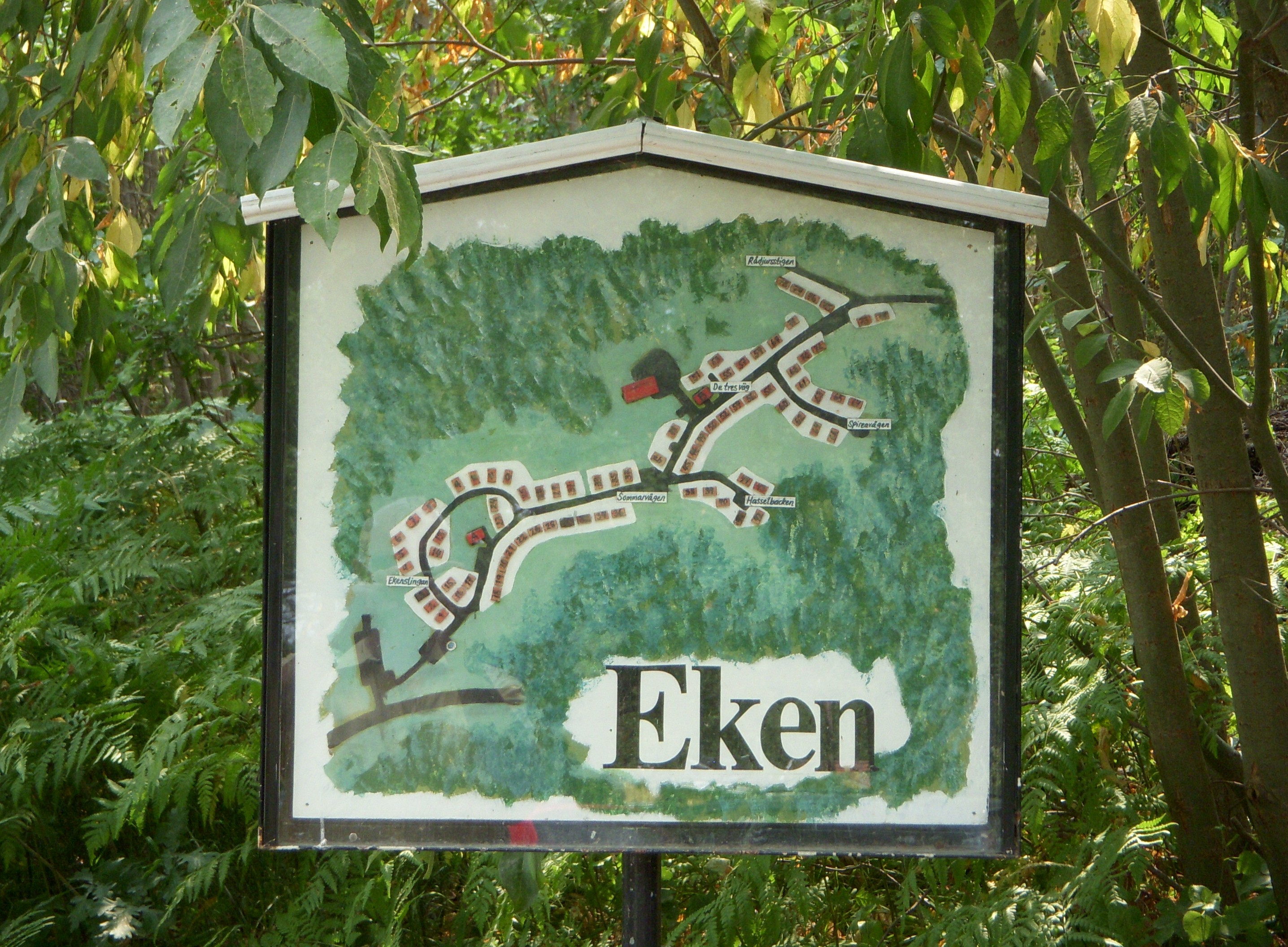
Ekens koloniområde.

## Galerie

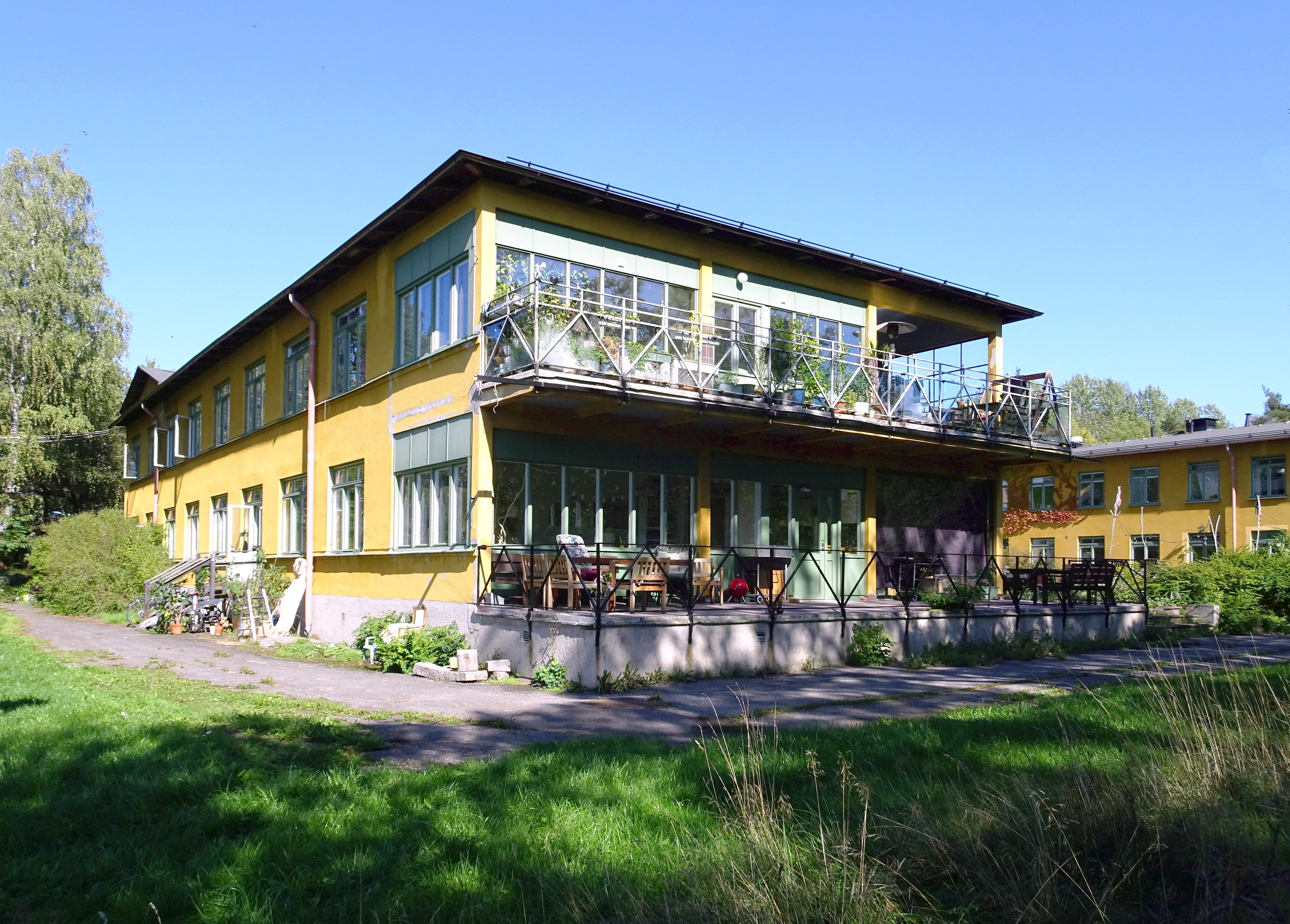
Gebers konvalescenthem.
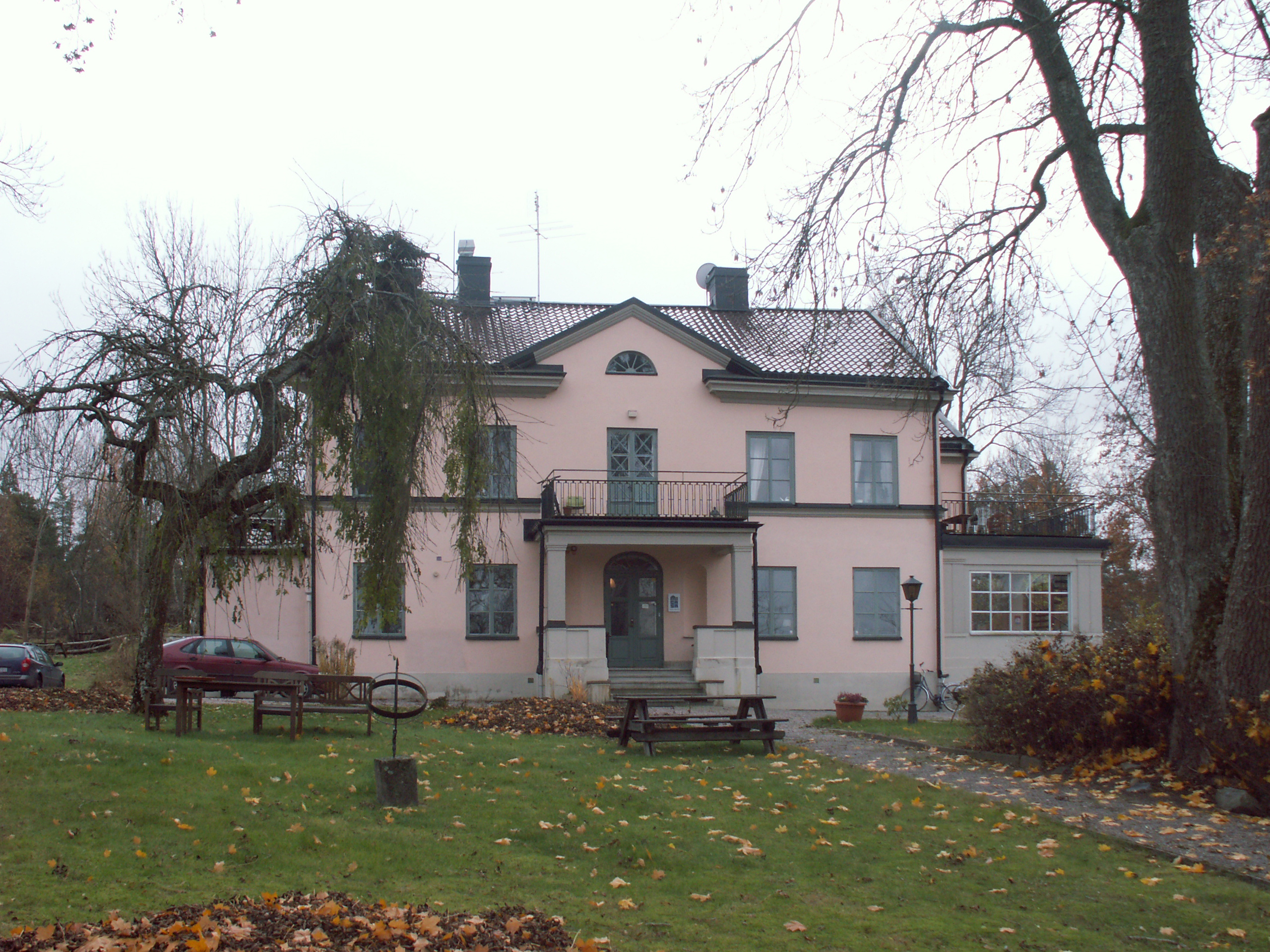
Orhems gard.
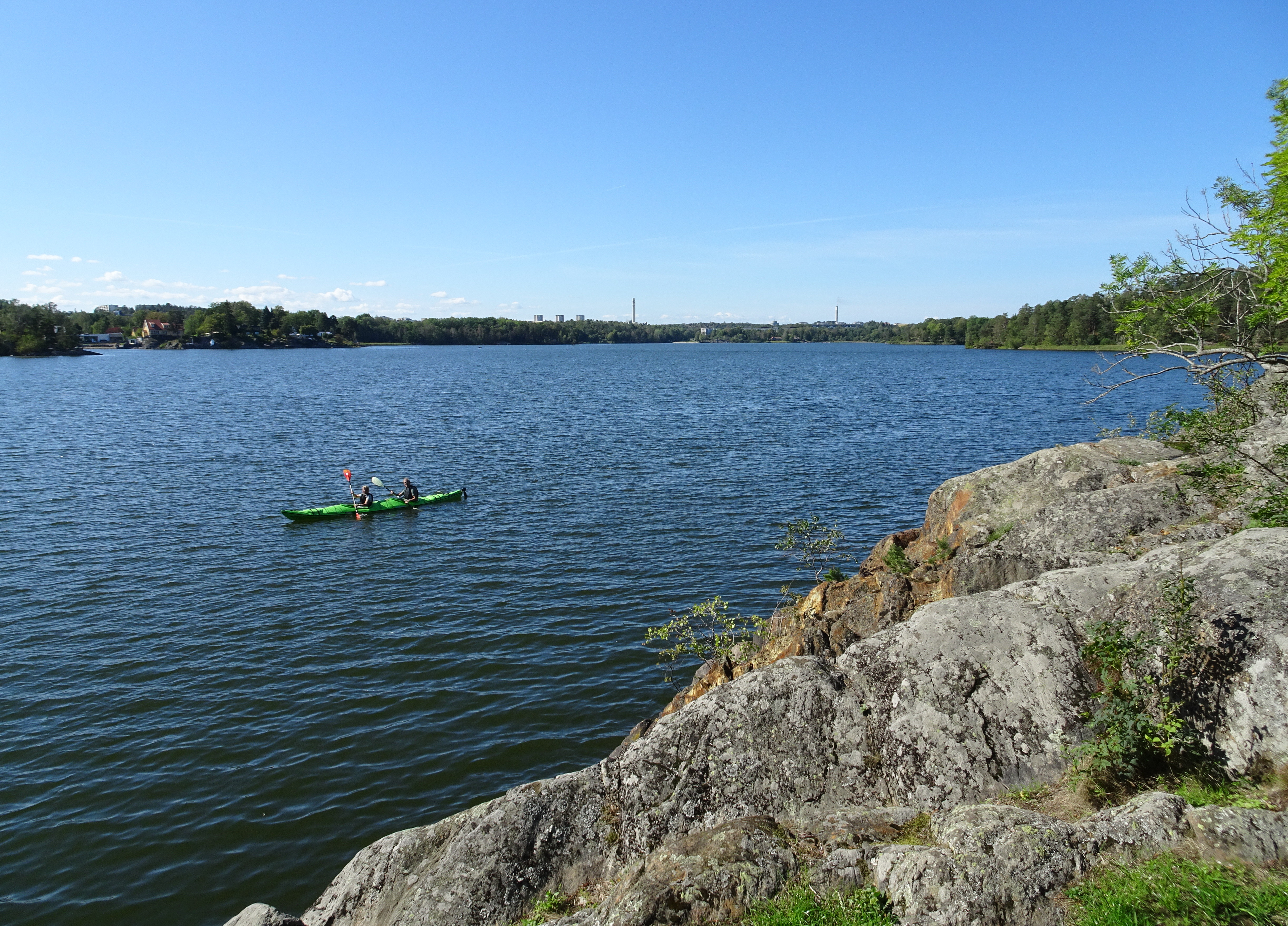
Le lac Drevviken à Gebers.
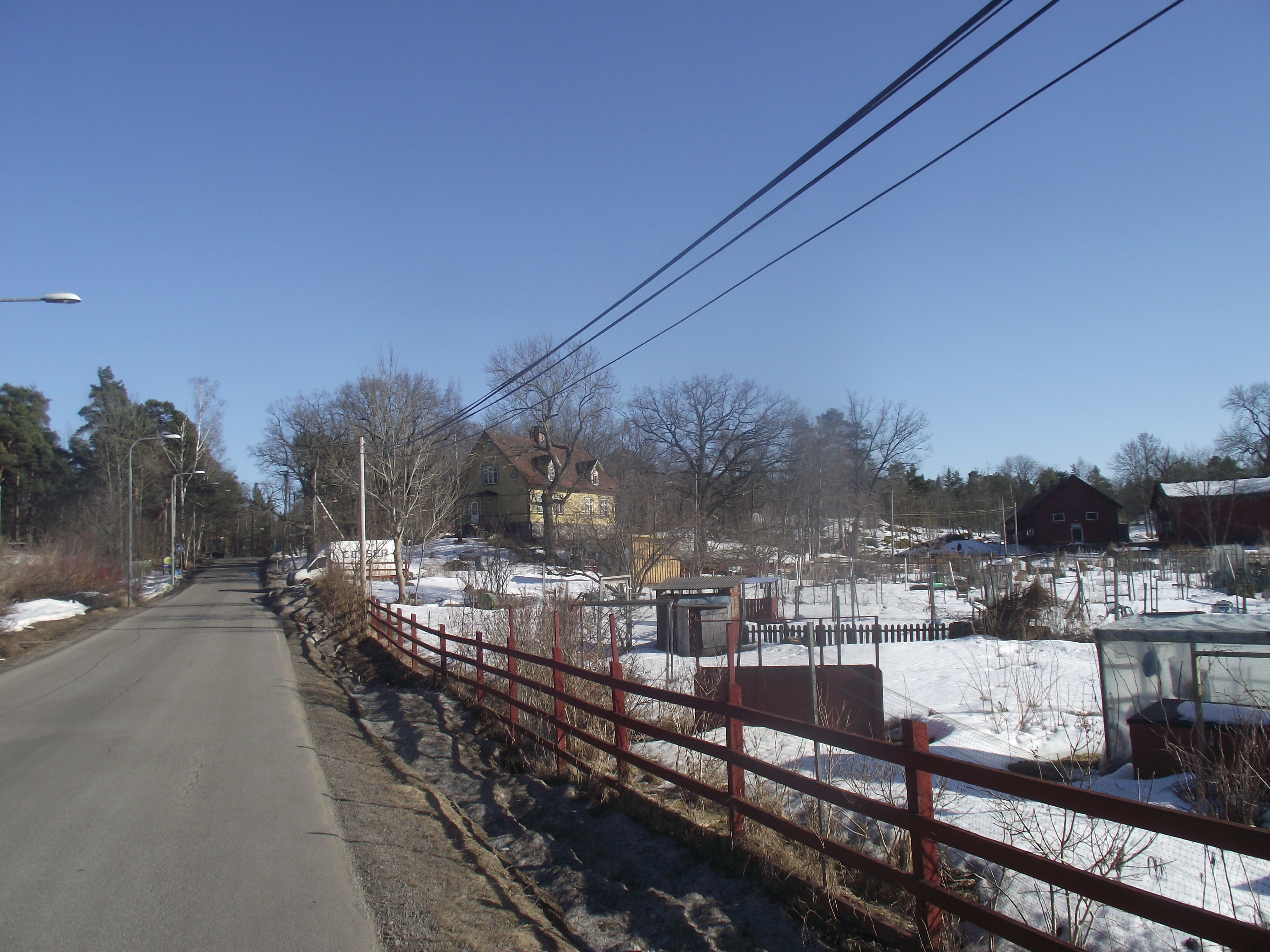
Gebers.